# Invidia (film din 2004)
Invidia (titlu original: Envy) este un film american de comedie neagră din 2004 regizat de Barry Levinson. Rolurile principale au fost interpretate de actorii Ben Stiller și Jack Black. Filmul a fost un eșec critic și comercial.

## Distribuție
- Ben Stiller - Tim Dingman
- Jack Black - Nick Vanderpark
- Rachel Weisz - Debbie Dingman
- Amy Poehler - Natalie Vanderpark
- Christopher Walken - J-Man Goddard